# The 51st State
The 51st State (también conocida como Formula 51 o Dinero sucio en español) es una película de acción de 2001 dirigida por Ronny Yu, escrita por Stel Pavlou y protagonizada por Samuel L. Jackson, Robert Carlyle, Emily Mortimer, Ricky Tomlinson, Sean Pertwee, Rhys Ifans y Meat Loaf.

## Sinopsis
Tras pasar tres décadas tras las rejas, un californiano sale de prisión convertido en un brillante químico. Se traslada a Inglaterra con el fin de vender su fórmula de una nueva y potente droga que garantiza un efecto en el organismo muy superior al de las drogas convencionales.

## Reparto
| Actor             | Personaje             |
| ----------------- | --------------------- |
| Samuel L. Jackson | Elmo McElroy          |
| Robert Carlyle    | Felix DeSouza         |
| Emily Mortimer    | Dawn "Dakota" Parker  |
| Meat Loaf         | the Lizard            |
| Sean Pertwee      | Detective Virgil Kane |
| Ricky Tomlinson   | Leopold Durant        |
| Rhys Ifans        | Iki                   |
| Ade               | Omar                  |

## Recepción
En Rotten Tomatoes cuenta con un porcentaje de aprobación del 25% con base en 102 críticas, con un índice de audiencia promedio de 4.3 sobre 10. En Metacritic tiene un puntaje de 23 sobre 100 basado en 29 reseñas, indicando "críticas desfavorables".